# Бабцыно (Вологодская область)
Бабцыно — деревня в Вологодском районе Вологодской области на реке Лапач.
Входит в состав Сосновского сельского поселения, с точки зрения административно-территориального деления — в Сосновский сельсовет.
Расстояние по автодороге до районного центра Вологды — 25,5 км, до центра муниципального образования Сосновки — 6 км. Ближайшие населённые пункты — Большое Чертищево, Малое Чертищево, Пирогово, Савкино, Анциферово, Починок-2, Корюкино.
По переписи 2002 года население — 3 человека.